# Olympiades internationales de biologie
 (décembre 2023).
La mise en forme du texte ne suit pas les recommandations de Wikipédia : il faut le « wikifier ».
Les points d'amélioration suivants sont les cas les plus fréquents :
- Les titres sont pré-formatés par le logiciel. Ils ne sont ni en capitales, ni en gras.
- Le texte ne doit pas être écrit en capitales (les noms de famille non plus), ni en gras, ni en italique, ni en « petit »…
- Le gras n'est utilisé que pour surligner le titre de l'article dans l'introduction, une seule fois.
- L'italique est rarement utilisé : mots en langue étrangère, titres d'œuvres, noms de bateaux, etc.
- Les citations ne sont pas en italique mais en corps de texte normal. Elles sont entourées par des guillemets français : « et ».
- Les listes à puces sont à éviter, des paragraphes rédigés étant largement préférés. Les tableaux sont à réserver à la présentation de données structurées (résultats, etc.).
- Les appels de note de bas de page (petits chiffres en exposant, introduits par l'outil «  Source ») sont à placer entre la fin de phrase et le point final[comme ça].
- Les liens internes (vers d'autres articles de Wikipédia) sont à choisir avec parcimonie. Créez des liens vers des articles approfondissant le sujet. Les termes génériques sans rapport avec le sujet sont à éviter, ainsi que les répétitions de liens vers un même terme.
- Les liens externes sont à placer uniquement dans une section « Liens externes », à la fin de l'article. Ces liens sont à choisir avec parcimonie suivant les règles définies. Si un lien sert de source à l'article, son insertion dans le texte est à faire par les notes de bas de page.
- La présentation des références doit suivre les conventions bibliographiques. Il est recommandé d'utiliser les modèles {{Ouvrage}}, {{Chapitre}}, {{Article}}, {{Lien web}} et/ou {{Bibliographie}}. Le mode d'édition visuel peut mettre en forme automatiquement les références.
- Insérer une infobox (cadre d'informations à droite) n'est pas obligatoire pour parachever la mise en page.

Pour une aide détaillée, merci de consulter Aide:Wikification.
Si vous pensez que ces points ont été résolus, vous pouvez retirer ce bandeau et améliorer la mise en forme d'un autre article.

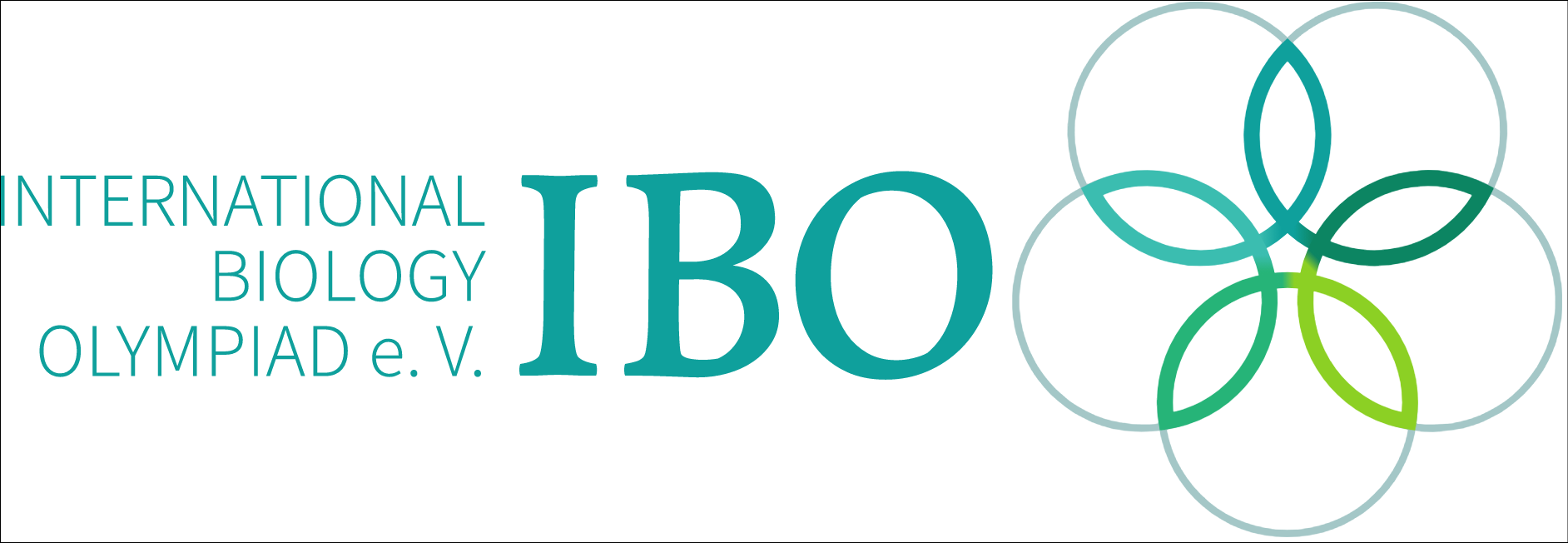
Logo des olympiades internationales de biologie

Les Olympiades internationales de Biologie (en anglais : International Biology Olympiad ou IBO) est une compétition internationale entre les élèves du secondaire du monde entier. Les épreuves se déroulent généralement en juillet dans un des 81 pays participants , elles ont pour but de tester les aptitudes scientifiques des élèves mais aussi de promouvoir les rencontres et les échanges entre les futures biologistes du monde entier.

## Histoire
Les Olympiades Internationales de Biologie trouvent leurs racines dans le désir de promouvoir l'excellence en biologie parmi les étudiants du monde entier. Cette compétition s'est déroulée pour la première fois en 1985 en Tchécoslovaquie (Olomouc), avec la participation initiale de sept pays. Au fil des ans, le nombre de participants a considérablement augmenté, reflétant l'engouement mondial pour cette compétition intellectuelle.
En 2020, face à la menace d'annulation des Olympiades scientifiques internationales en raison de la pandémie de COVID-19, l'IBO a été la première des Olympiades scientifiques internationales à se tenir entièrement de manière virtuelle. Son mode de fonctionnement exceptionnel basé sur un projet de groupe a permis aux Olympiades de maintenir leur dynamisme.

## Mode de sélection national
Chaque pays participant a la possibilité d'envoyer une délégation composée généralement de 4 élèves, accompagnés de 2 adultes membres du jury. La méthode de sélection des participants varie d'un pays à l'autre, mais elle repose généralement sur différentes épreuves de difficulté croissante organisées tout au long de l'année scolaire.
En France, l'Association des Olympiades Françaises de Biologie (OFB) est responsable de la désignation de la délégation française. La sélection se base sur les résultats de deux concours : Les Olympiades Nationales de Biologie (ONB), qui prennent la forme de projets de groupe, et un test écrit individuel.

## Déroulement des Olympiades
Les compétitions se déroulent sur plusieurs jours et comprennent une série d'épreuves variées visant à évaluer les connaissances approfondies des participants en biologie. Les épreuves théoriques évaluent la compréhension des concepts fondamentaux et la résolution de problèmes, tandis que les épreuves pratiques s'intéressent aux compétences expérimentales et à la capacité des participants à appliquer des protocoles expérimentaux. Ce concours couvre tous les champs de la biologie (biologie cellulaire, anatomie et physiologie végétale et animale, éthologie, génétique et évolution, écologie…).
En parallèle des épreuves, des visites et diverses activités culturelles sont organisées, permettant aux participants de découvrir la culture du pays hôte et de tisser des liens durables avec leurs pairs internationaux.

## Listes des Olympiades passées et futures
| Olympiade. | Année | Ville            | Pays                         | Date | Pays participants                                                    |
| ---------- | ----- | ---------------- | ---------------------------- | --- | -------------------------------------------------------------------- |
| 1          | 1990  | Olomouc          | Tchécoslovaquie              | July 1–7 | 6                                                                    |
| 2          | 1991  | Makhachkala      | Union soviétique             | July 1–7 | 9                                                                    |
| 3          | 1992  | Poprad           | Tchécoslovaquie              | July 6–12 | 12                                                                   |
| 4          | 1993  | Utrecht          | Pays-Bas                     | July 4–11 | 15                                                                   |
| 5          | 1994  | Varna            | Bulgarie                     | July 3–10 | 18                                                                   |
| 6          | 1995  | Bangkok          | Thaïlande                    | July 2–9 | 22                                                                   |
| 7          | 1996  | Artek            | Ukraine                      | June 30–July 7 | 23                                                                   |
| 8          | 1997  | Ashgabad         | Turkménistan                 | July 13–20 | 28                                                                   |
| 9          | 1998  | Kiel             | Allemagne                    | July 19–26 | 33                                                                   |
| 10         | 1999  | Uppsala          | Suède                        | July 4–11 | 36                                                                   |
| 11         | 2000  | Antalya          | Turquie                      | July 9–16 | 38                                                                   |
| 12         | 2001  | Brussels         | Belgique                     | July 8–15 | 38                                                                   |
| 13         | 2002  | Jurmala and Riga | Lettonie                     | July 7–14 | 40                                                                   |
| 14         | 2003  | Minsk            | Biélorussie                  | July 8–16 | 41                                                                   |
| 15         | 2004  | Brisbane         | Australie                    | July 11–18 | 40                                                                   |
| 16         | 2005  | Beijing          | Chine                        | July 10–17 | 50                                                                   |
| 17         | 2006  | Rio Cuarto       | Argentine                    | July 9–16 | 48                                                                   |
| 18         | 2007  | Saskatoon        | Canada                       | July 15–22 | 49                                                                   |
| 19         | 2008  | Mumbai           | Inde                         | July 13–20 | 55                                                                   |
| 20         | 2009  | Tsukuba          | Japon                        | July 12–19 | 56                                                                   |
| 21         | 2010  | Changwon         | Corée du Sud                 | July 11–18 | 58                                                                   |
| 22         | 2011  | Taipei           | Taïwan                       | July 10–17 | 58                                                                   |
| 23         | 2012  | Singapour        | Singapour                    | July 8–15 | 59                                                                   |
| 24         | 2013  | Bern             | Suisse                       | July 14–21 | 62                                                                   |
| 25         | 2014  | Bali             | Indonésie                    | July 6–13 | 61                                                                   |
| 26         | 2015  | Aarhus           | Danemark                     | July 12–19 | 62                                                                   |
| 27         | 2016  | Hanoi            | Viêt Nam                     | July 17–24 | 68                                                                   |
| 28         | 2017  | Coventry         | Royaume-Uni                  | July 23–30 | 64                                                                   |
| 29         | 2018  | Tehran           | Iran                         | July 15–22 | 68                                                                   |
| 30         | 2019  | Szeged           | Hongrie                      | July 14–21 | 72                                                                   |
| 31         | 2020  | Nagasaki         | Japon                        | En raison de la pandémie de COVID-19, le concours a été remplacé par un concours à distance, l'IBO Challenge 2020, et par un projet scientifique de groupe, l'International Group Project. L'ensemble de la compétition s'est déroulée du 11 au 24 août. | 47 in both competitions (+5 in only the International Group Project) |
| 32         | 2021  | Lisbonne         | Portugal                     | En raison de la pandémie de COVID-19, la compétition a été remplacée par une compétition à distance, l'IBO Challenge II,. L'ensemble de la compétition s'est déroulée du 18 au 23 juillet.                                                               | 72                                                                   |
| 33         | 2022  | Yerevan          | [[ARM {{{1}}}\|ARM {{{1}}}]] | July 10–18 | 62                                                                   |
| 34         | 2023  | Al Ain           | Émirats arabes unis          | July 3–11 | 76                                                                   |
| 35         | 2024  | Astana           | Kazakhstan                   | July 7–14 |                                                                      |
| 36         | 2025  | Quezon City      | Philippines                  | July 20-27 |                                                                      |
| 37         | 2026  | Vilnius          | Lituanie                     | July 12–19 |                                                                      |
| 38         | 2027  |                  | Pologne                      | |                                                                      |
| 39         | 2028  |                  | Pays-Bas                     | |                                                                      |
| 40         | 2029  |                  | Tchéquie                     | |                                                                      |